# Pécharic-et-le-Py
Pécharic-et-le-Py é uma comuna francesa na região administrativa de Occitânia, no departamento de Aude. Estende-se por uma área de 5,77 km². Em 2010 a comuna tinha 29 habitantes (densidade: 5 hab./km²).